# Сёллёши, Илона
Илона Сёллёши (в замужестве — Кальтенбах, Хрущёфф, Элен Круше; венг. Szöllősi Ilona; 2 июля 1908, Будапешт — 29 октября 1994, Сен-Бенуа) — венгерская гимнастка и легкоатлетка. Участница летних Олимпийских игр 1928 года.

## Биография
Илона Сёллёши родилась 2 июля 1908 года в австро-венгерском городе Будапешт (сейчас в Венгрии).
Выступала в соревнованиях по лёгкой атлетике и спортивной гимнастике за будапештский ТФСЭ.
В 1928 году вошла в состав сборной Венгрии на летних Олимпийских играх в Амстердаме. В командном многоборье сборная Венгрии, за которую также выступали Мария Хамош, Аранка Хенньеи, Валерия Франц-Герпих, Анна Каэль, Маргит Кёвешши, Маргит Пальи, Ирен Рудаш, Аранка Сейлер и Юдит Тот, заняла 4-е место, набрав 256,50 балла и уступив 60,25 балла завоевавшей золото сборной Нидерландов.
Поскольку после первого дня соревнований венгерские гимнастки лидировали, а затем остались без наград в результате решений судей, в ноябре 1932 года по решению совета директоров Ассоциации венгерских гимнастических ассоциаций Сёллёши и другие члены сборной Венгрии получили большие бронзовые медали с пятью эмалевыми кольцами и гравировкой «В память и в качестве компенсации — 1928».
В 1933 году стала чемпионкой Венгрии в толкании ядра, в 1934 году установила национальный рекорд в этой дисциплине. В 1935 году, выступая за НТЕ, выиграла чемпионат Венгрии в толкании ядра и метании диска.
Работала учительницей физкультуры.
Умерла 29 октября 1994 года в коммуне Сен-Бенуа во французском департаменте Реюньон.